# Mas de la Sabatera
El Mas de la Sabatera és un mas de Prenafeta (municipi de Montblanc), situat a poca distància del poble, a la dreta de la carretera que hi puja des de Montblanc. Sense qualificació, figura a la "llista de monuments de Montblanc" IPA-12857, on diu que és una construcció popular dels segles XIX-XX. (41° 22’ 42’’ N; 1° 12’ 37’’ E).

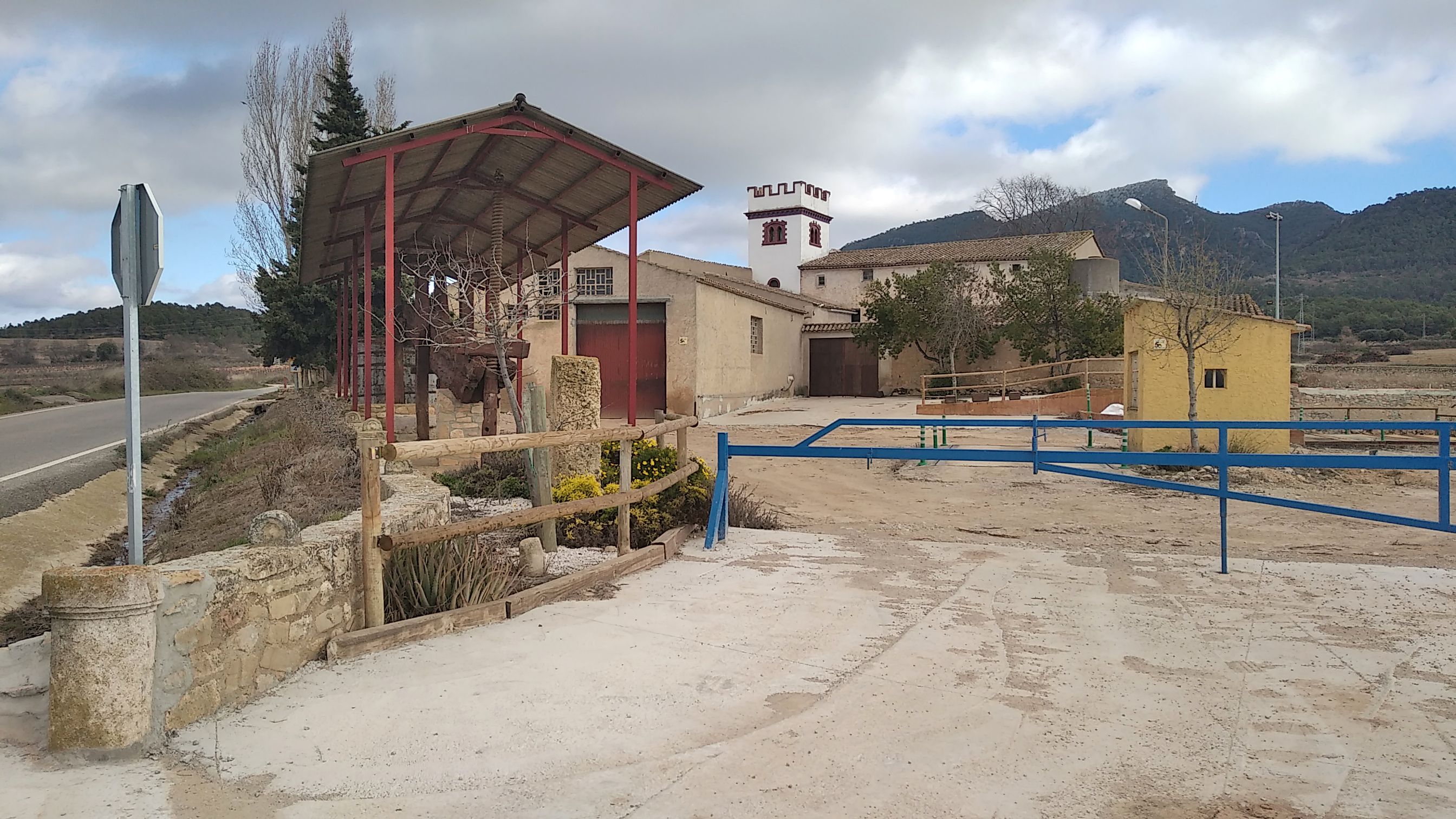
Mas de la Sabatera (Prenafeta, Montblanc). Vista general 2021.

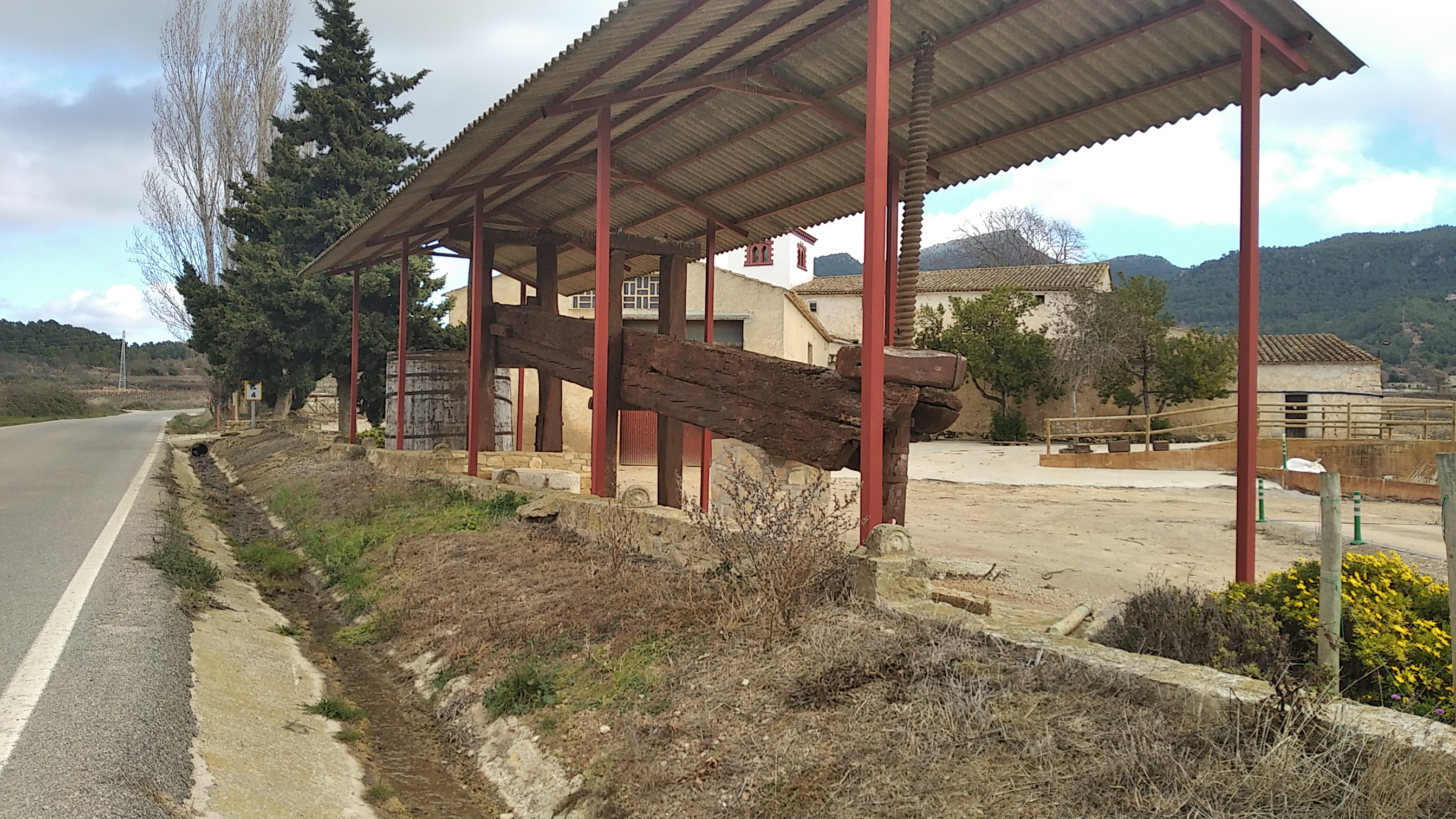
Mas de la Sabatera (Prenafeta, Montblanc). Premsa de biga o de lliura. 2021.

## Història

### Els masos de Prenafeta en els segles XVI-XVIII
El mas de la Sabatera és un dels pocs que resten sencers i amb vida del grup de set masos que figuren en el fogatge de 1553: Antoni Besant, Pere Magraner, Simó Foguet, Miquel Barril, Pere Plana i Gabriel Porter" (cada nom correspon a un mas).
A partir dels noms del fogatge, Jaume Teixidó va recollir una sèrie de notícies dels llibres Sacramentals dels arxius parroquials de Prenafeta, Figuerola i Barberà, que li van permetre conèixer alguns aspectes històrics d’aquells masos.
Teixidó explica que els dos masos més importants de Prenafeta foren el Mas de Foguet i el Mas de la Sabatera. Que el primer era tres vegades més gran que el segon. Que els Foguet solien fer les celebracions religioses a Santa Anna de Montornès (on de vegades hi batejaven, s'hi casaven i s'hi enterraven), mentre que els Sabater tenien preferència per Sant Francesc de Montblanc.

### Mas de la Sabatera
Tot i que és probable que la seua història comenci el segle xiv, les primeres noticies documentades són que Antoni Besant a finals del segle xvi va vendre el seu mas, el Mas Besant, a Andreu Sabater del mas de la Sabatera.
En un llevador de 1631 de la baronia de Prenafeta, el Mas de la Sabatera era la segona propietat més gran del terme. Tenia una extensió de dos-cents deu jornals (cent vint-i-cinc del mas d'en Sabater i vuitanta-cinc del mas d'en Besant), dividit en vint-i-una parcel·les (dintre d'aquesta extensió hi havia una devesa).
Del testament d'Andreu Sabater, mort el 1603, se’n dedueix que es tractava d'un dels masos més rics de Prenafeta.
A la mort de l’hereu, Pau Sabater, l'any 1610, els marmessors van fer inventari dels seus béns. Aquest inventari dona molta informació sobre el conjunt edificat: el mas estava envoltat de tres corrals, un pati o baluard, una pallissa (amb 200 cavallons de palla) i un paller, un molí d'oli i una botiga de fusteria. En el corral dels bous hi havia tres bous per llaurar i en el galliner, sis gallines i un gall. Dins de la casa hi havia l'estable amb tres mules velles, la botiga del blat, el celler, la cuina, diverses cambres i la golfa. En una llibreta hi havia anotats els censals i les pensions que rebia, que muntaven 818 lliures (793, els censals i 25 les pensions).
Quan Pau Sabater va morir, va heretar el mas el seu germà Jaume. Aquest al cap de poc temps marxà amb la família a viure fora i deixà el mas a mans de masovers.
Ja al segle xviii, altres notícies sobre el Mas de la Sabatera les ofereix mossèn Josep Porta en la seua monografia Arreplec de dades per a la història de Barberà. Segons Porta un capbreu de Montornès de 1734 deia que el tros de terra de l'ermita de Santa Anna afrontava "ab terres del mas de Foguet que vuy posseheix Francesch Sabater". Per tant, sembla que aleshores el propietari del mas de la Sabatera ho era també del mas d'en Foguet.
L'any 1770, la propietat de Francesch Sabater havia passat al seu fill Tadeu Sabater: “y lo Mas den Foguet de Prenafeta, és vuy del Sr. Thedeo Sabater de Montblanch, dit ara lo Mas del Sabater”.
El Mas de Foguet passaria a ser el Mas de Gassol en haver-se casat, l'any 1783, Josep Gassol i Alsamora de Valls, amb Justa Sabater i Rubinat de Prenafeta, filla de Tadeu Sabater i Raimunda Rubinat, propietaris del mas de la Sabatera de Prenafeta. Els dos masos de Prenafeta, el de la Sabatera i el de Gassol, havien arribat a mans de la mateixa família,
El Mas de la Sabatera estigué habitat fins fa pocs anys. Els darrers Sabater amos també del Mas de Gassol, els van vendre tots dos, entre 1947 i 1955, als germans Pallarès de Tarragona. Aquests optaren per conservar el de la Sabatera i enderrocar el de Gassol. El mas afortunat fou restaurat degudament per a donar-li una nova funció: convertir-lo en un celler familiar destinat a l'elaboració, exposició i venda de vins, propis i d'altres productors de la Conca.
Si bé, la construcció actual d'abans d'aquesta darrera restauració té tot l'aspecte d'un edifici del segle XVIII-XX, el cert és que la història del mas data com a mínim del segle xv ençà.